# Lužani Bosanski
Lužani Bosanski är en ort i Bosnien och Hercegovina.   Den ligger i entiteten Republika Srpska, i den norra delen av landet, 130 km norr om huvudstaden Sarajevo. Lužani Bosanski ligger 110 meter över havet och antalet invånare är 486.
Terrängen runt Lužani Bosanski är platt. Närmaste större samhälle är Derventa, 7,5 km sydväst om Lužani Bosanski. 
Omgivningarna runt Lužani Bosanski är en mosaik av jordbruksmark och naturlig växtlighet. Runt Lužani Bosanski är det ganska tätbefolkat, med 67 invånare per kvadratkilometer.